# Grande-Chaumière
Pour les articles homonymes, voir Chaumière (homonymie).
La Grande-Chaumière est un célèbre bal de barrière ouvert sur la Rive gauche à Paris de 1788 à 1853.

## Localisation

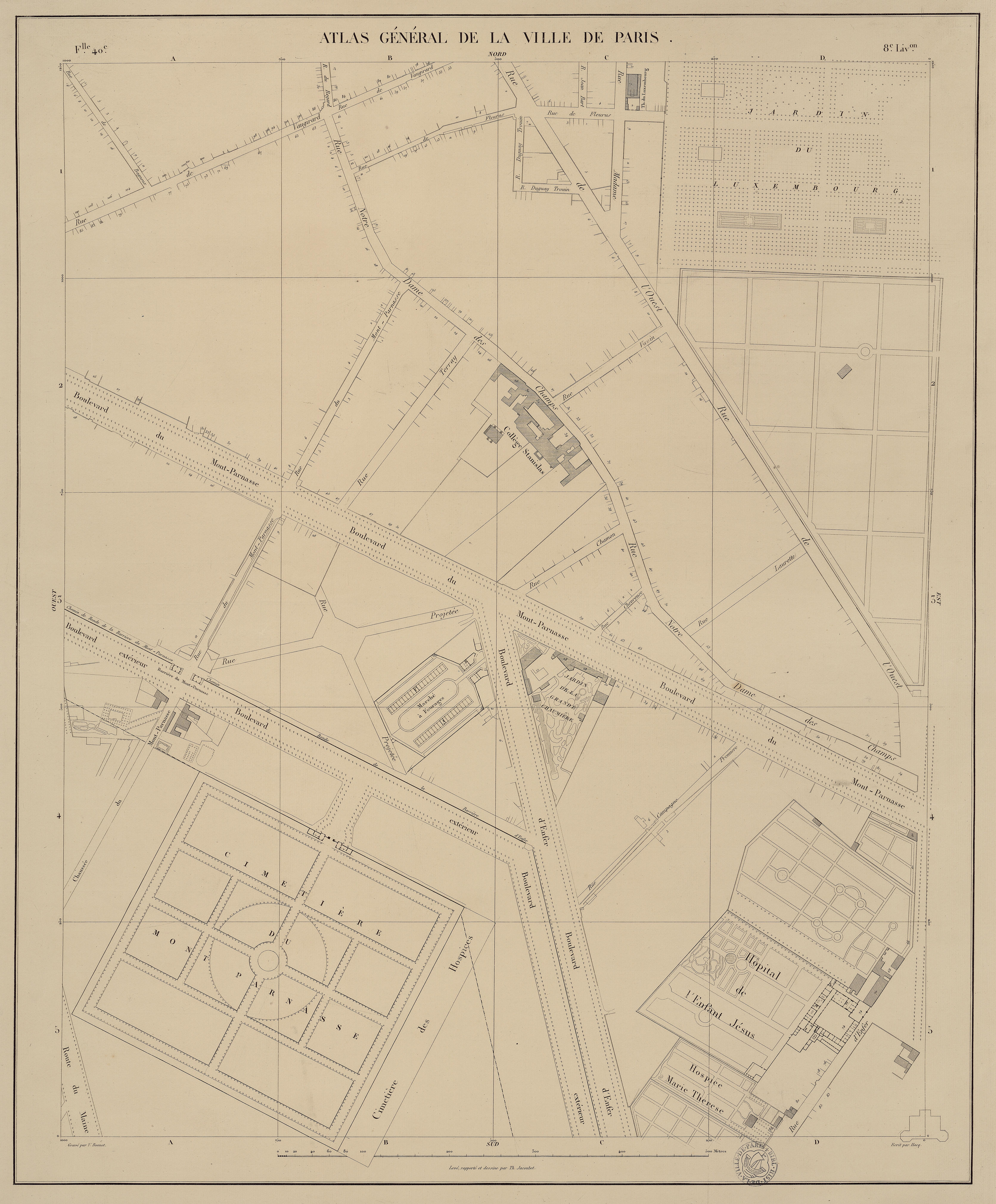
Les jardins du bal de la Grande-Chaumière sur le plan intitulé La barrière du Montparnasse et ses environs, extrait de l'atlas de Jacoubet, 1836.

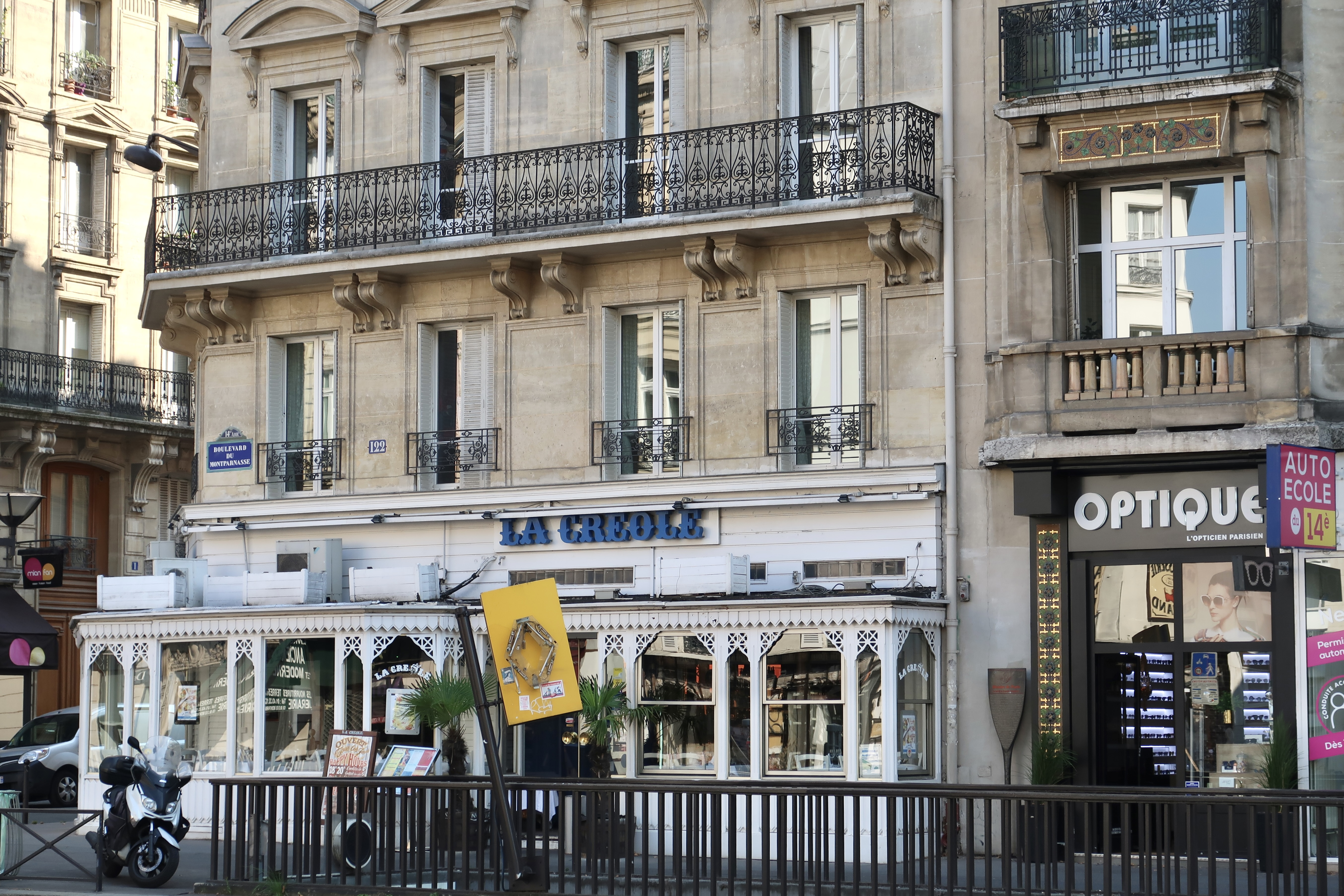
Panneau de type Pelle Stark indiquant l'emplacement de la Grande Chaumière, 120 bis, boulevard du Montparnasse.

Le bal de la Grande-Chaumière était situé sur les boulevards extérieurs, au delà du Luxembourg, non loin de l'Observatoire.
Il s'agissait d'un lieu de réjouissances très apprécié et fréquenté par beaucoup de Parisiens qui, comme les autres bals de barrière, sa situation hors de Paris, juste au-delà du mur des Fermiers généraux, s'explique par la volonté de ne pas payer les taxes de l'octroi, la douane citadine de Paris — notamment sur le vin, ces bals étant fondamentalement des débits de boisson — et ainsi pouvoir offrir des distractions meilleur marché aux clients.
L'emplacement où il se trouvait est sur le côté sud du boulevard du Montparnasse, depuis 1860 dans le 14e arrondissement, à la hauteur des no 112 à 136 de cette artère.
Le nom actuel de la rue de la Grande-Chaumière qui y menait depuis le centre de Paris à partir de 1830, rappelle son souvenir, de l'autre côté du boulevard du Montparnasse (et donc dans le 6e arrondissement). Dans cette rue existe la célèbre Académie de la Grande Chaumière, familièrement appelée dans le milieu artistique La Grande Chaumière.
Le fameux bal homonyme, quant à lui, est aujourd'hui complètement oublié par la plupart des Parisiens.

## Historique de la Grande-Chaumière

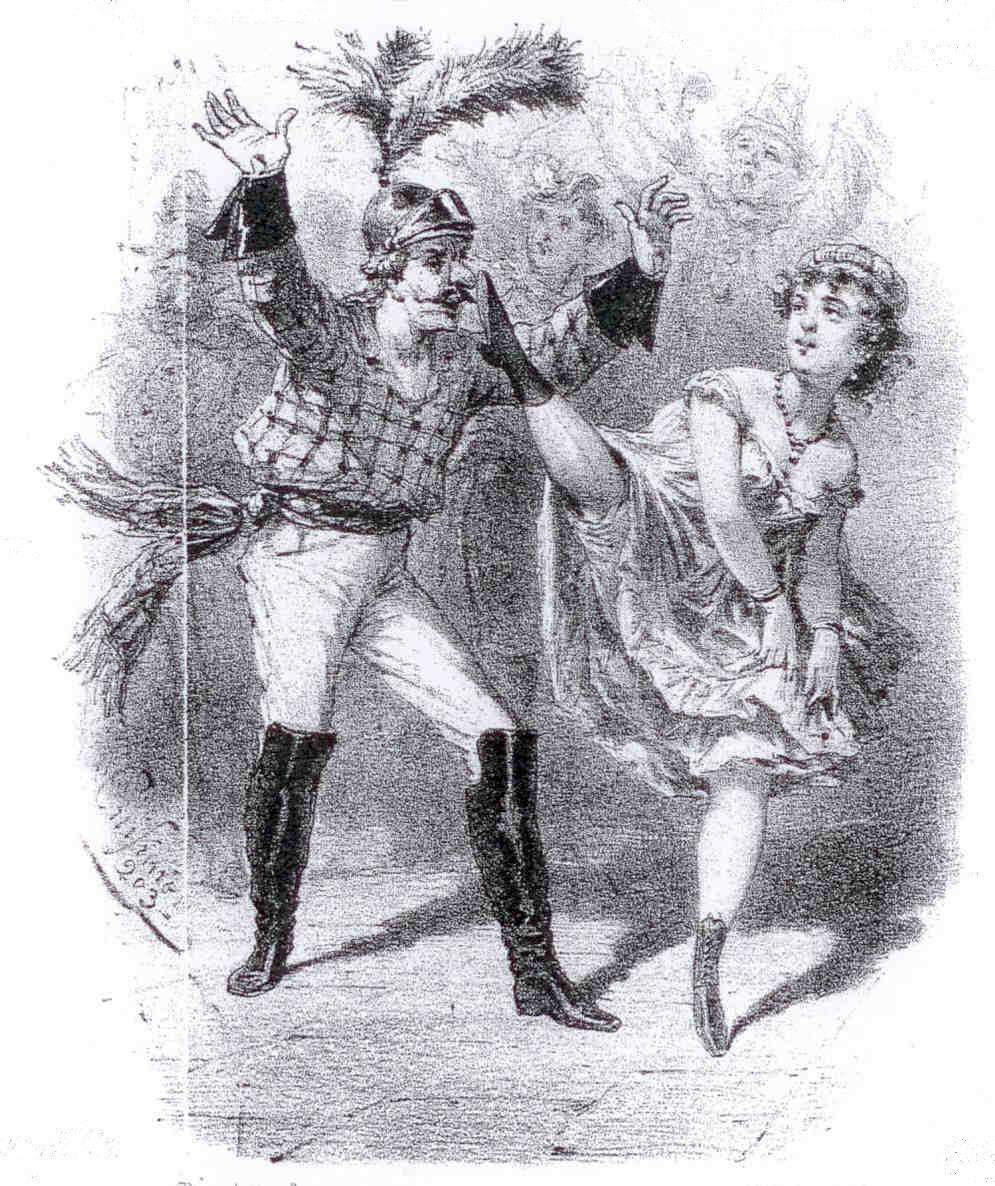
Le célèbre danseur de Carnaval Chicard danse le cancan avec une blanchisseuse à la Grande-Chaumière.

Le bal-jardin de la Grande-Chaumière est créé en 1788 et existe durant soixante ans. Cette petite cabane au toit de chaume est alors fréquentée par les grisettes et les étudiants désargentés. Elle est rapidement remplacée par une maison à deux étages associée à un restaurant dont les clients bénéficient de l'entrée gratuite du bal. Elle est entourée d’un grand jardin fait de parterres, de grottes, d’escarpolettes et, à partir de 1914, d’un stand de tir au pistolet.
En 1814, l'établissement est presque exclusivement fréquenté par les militaires puis, après la révolution de 1830, les étudiants y deviennent majoritaires. Parmi les clients assidus, on y rencontre Jules Favre, Émile de Girardin, Armand Barbès et Adolphe Thiers.
Le chahut-cancan passe pour avoir été inventé ici. Le propriétaire des lieux, le père Lahire, était un ancien grenadier de la Garde doté d'une force colossale et sourcilleux « tuteur de la morale publique ». 
Supplanté par La Closerie des Lilas, le bal de la Grande-Chaumière ferme ses portes en 1853.
Émile de La Bédollière écrit en 1860 :
« Accordons encore un regret à la Grande-Chaumière, détruite après soixante années d'existence. Elle avait été fondée en 1788 par un Anglais, nommé Tinkson, on y dansait en plein vent dans une enceinte qu'entouraient des cabanes où se débitaient des rafraîchissements. Un sieur Fillard s'associa à Tinkson, et substitua aux cabinets couverts en chaume un bâtiment de deux étages. Sous l'Empire, la Grande-Chaumière fut fréquentée principalement par les militaires et par les bourgeois du quartier du Luxembourg, elle s'enrichit vers 1814 de montagnes russes et d'un tir au pistolet. Après 1830, les étudiants l'adoptèrent, ainsi que leurs sémillantes compagnes, parmi lesquelles brillait Clara Fontaine, qui fut couronnée la reine des étudiantes ; elle était née à Bordeaux, le 25 janvier 1820, et, pendant plusieurs années, cette belle brune à la taille cambrée trôna sans conteste à la Grande-Chaumière. Qu'est-elle devenue ? Nous l'ignorons ; elle peut être considérée comme une des créatrices de la danse échevelée.
Dans les derniers temps la Grande-Chaumière avait pour propriétaire M. Lahire, qui présidait en personne aux quadrilles et aux polkas, et lançait d'une voix tonnante un formidable quos ego, quand il remarquait des allures trop impétueuses et des gestes trop désordonnés.
Fière de son antique renommée, la Grande-Chaumière se croyait invincible : quel jardin était mieux dessiné, ombragé de plus beaux arbres ! Mais de toutes parts s'élevèrent des établissements rivaux. Bullier créa la Closerie-des-Lilas, et bientôt les étudiants oublièrent le chemin de l'asile cher à leurs devanciers. »
Un ouvrage anonyme publié en 1908 indique à propos de la Grande-Chaumière :
« En 1840, il y avait deux bals en titre au Quartier Latin : la Grande-Chaumière, boulevard du Montparnasse, et la Chartreuse, ancêtre de notre Bullier actuel. Le premier était situé à la hauteur du no 120 du boulevard Montparnasse. Fondé en 1787 et démoli depuis longtemps, cet ancien temple de la danse a fait place à des maisons de rapport. La rue de la Grande-Chaumière en consacre seule le souvenir. Il méritait mieux, car il avait connu des jours de prospérité, sinon de gloire.
La brune Clara Fontaine, à la taille cambrée, en était la grande prêtresse et passait pour être, avec Rigolboche, la créatrice de la danse échevelée, connue sous le nom de cancan, de même que, plus tard, Élise Sergent, dite la reine Pomaré, devait lancer la Polka à Mabille :
O sublime cancan

Dont l’élan infernal

Fait frissonner jusqu’au Municipal…
Le propriétaire du lieu était le père Lahire, dont Alfred Delvau nous a laissé un saisissant portrait, dans les lignes qui suivent, empruntées à son intéressant volume, Les Cythères parisiennes : « Le père Lahire, au ventre si rotond, au masque moitié polichinellien et moitié napoléonien, les mains derrière le dos, sa vaste tabatière dans son vaste gilet, surveillait et modérait vos écarts, en vous adressant même, de temps en temps, une allocution brève, à la façon impériale, goutte d’eau de sagesse sur votre ébullition de folie. Il représentait la morale et l’autorité, ce père Lahire, cet excellent marchand de vins en gros, devenu, par son mariage avec la fille de M. Benoiste, propriétaire de la Chaumière, entrepreneur de plaisirs ; et, en cette qualité, il se montrait rigide, quelquefois même trop rigide, lorsque, par exemple, et pour l’exemple, d’un poignet vigoureux que lui eût envié plus d’un sergent de ville, il vous arrachait à vos entrechats exorbitants et vous déposait hors de l’enceinte du bal avec tous les égards dus à votre inexpérience. »
La clientèle de la Chaumière, c’étaient les étudiants et leurs compagnes, les biches étudiantes, comme on les appelait à cette époque.
Messieurs les étudiants

S'en vont à la Chaumière

Pour y danser l'Cancan

Et la Robert-Macaire… »